# Damernas svikthopp i simhopp vid olympiska sommarspelen 2004
Damernas svikthopp i de olympiska simhoppstävlingarna vid de olympiska sommarspelen 2004 hölls den 25-26 augusti i Athens Olympic Sports Complex. 

## Medaljörer
| Event             | Guld              | Silver         | Brons                     |
| 3 meter svikthopp | Guo Jingjing Kina | Wu Minxia Kina | Julija Pachalina Ryssland |

## Resultat
| Placering | Simhoppare               | Land           | Kval   | Kval      | Semifinal        | Semifinal        | Semifinal        | Semifinal        | Final            | Final            | Final            |
| Placering | Simhoppare               | Land           | Poäng  | Placering | Poäng            | Placering        | Totalt           | Placering        | Poäng            | Placering        | Totalt           |
| --------- | ------------------------ | -------------- | ------ | --------- | ---------------- | ---------------- | ---------------- | ---------------- | ---------------- | ---------------- | ---------------- |
| 1         | Guo Jingjing             | Kina           | 319,71 | 3         | 243,06           | 2                | 562,77           | 2                | 390,09           | 1                | 633,15           |
| 2         | Wu Minxia                | Kina           | 306,96 | 6         | 240,39           | 3                | 547,35           | 5                | 371,61           | 3                | 612,00           |
| 3         | Julija Pachalina         | Ryssland       | 347,04 | 1         | 237,42           | 4                | 584,46           | 1                | 373,20           | 2                | 610,62           |
| 4         | Vera Ilina               | Ryssland       | 311,97 | 4         | 225,90           | 9                | 537,87           | 7                | 363,21           | 4                | 589,11           |
| 5         | Blythe Hartley           | Kanada         | 321,33 | 2         | 229,62           | 6                | 550,95           | 3                | 343,38           | 5                | 573,00           |
| 6         | Loudy Tourky             | Australien     | 310,65 | 5         | 227,79           | 7                | 538,44           | 6                | 339,15           | 6                | 566,94           |
| 7         | Irina Lashko             | Australien     | 303,66 | 8         | 246,51           | 1                | 550,17           | 4                | 305,46           | 9                | 551,97           |
| 8         | Tania Cagnotto           | Italien        | 298,77 | 10        | 231,15           | 5                | 529,92           | 9                | 319,23           | 8                | 550,38           |
| 9         | Rachelle Kunkel          | USA            | 294,75 | 12        | 209,76           | 13               | 504,51           | 12               | 336,96           | 7                | 546,72           |
| 10        | Émilie Heymans           | Kanada         | 305,04 | 7         | 225,96           | 8                | 531,00           | 8                | 304,77           | 10               | 530,73           |
| 11        | Ditte Kotzian            | Tyskland       | 299,50 | 11        | 221,10           | 10               | 516,60           | 10               | 288,42           | 11               | 509,52           |
| 12        | Paola Espinosa           | Mexiko         | 301,14 | 9         | 205,32           | 14               | 506,46           | 11               | 284,88           | 12               | 490,20           |
| 13        | Olena Fedorova           | Ukraina        | 290,43 | 13        | 212,85           | 11               | 503,28           | 13               | Gick inte vidare | Gick inte vidare | Gick inte vidare |
| 14        | Nóra Barta               | Ungern         | 279,24 | 15        | 212,28           | 12               | 491,52           | 14               | Gick inte vidare | Gick inte vidare | Gick inte vidare |
| 15        | Jane Smith               | Storbritannien | 282,90 | 14        | 200,85           | 16               | 483,75           | 15               | Gick inte vidare | Gick inte vidare | Gick inte vidare |
| 16        | Ganna Sorokina           | Ukraina        | 269,52 | 16        | 204,63           | 15               | 474,15           | 16               | Gick inte vidare | Gick inte vidare | Gick inte vidare |
| 17        | Jenna Dreyer             | Sydafrika      | 267,84 | 17        | 196,59           | 18               | 464,43           | 17               | Gick inte vidare | Gick inte vidare | Gick inte vidare |
| 18        | Juliana Veloso           | Brasilien      | 265,29 | 18        | 197,16           | 17               | 462,45           | 18               | Gick inte vidare | Gick inte vidare | Gick inte vidare |
| 19        | Anna Lindberg            | Sverige        | 255,63 | 19        | Gick inte vidare | Gick inte vidare | Gick inte vidare | Gick inte vidare | Gick inte vidare | Gick inte vidare | Gick inte vidare |
| 20        | Jashia Luna              | Mexiko         | 252,75 | 20        | Gick inte vidare | Gick inte vidare | Gick inte vidare | Gick inte vidare | Gick inte vidare | Gick inte vidare | Gick inte vidare |
| 21        | Kimiko Soldati           | USA            | 252,36 | 21        | Gick inte vidare | Gick inte vidare | Gick inte vidare | Gick inte vidare | Gick inte vidare | Gick inte vidare | Gick inte vidare |
| 22        | Sotiria Koutsopetrou     | Grekland       | 250,59 | 22        | Gick inte vidare | Gick inte vidare | Gick inte vidare | Gick inte vidare | Gick inte vidare | Gick inte vidare | Gick inte vidare |
| 23        | Valentina Marocchi       | Italien        | 243,45 | 23        | Gick inte vidare | Gick inte vidare | Gick inte vidare | Gick inte vidare | Gick inte vidare | Gick inte vidare | Gick inte vidare |
| 24        | Leyre Eizaguirre         | Spanien        | 242,73 | 24        | Gick inte vidare | Gick inte vidare | Gick inte vidare | Gick inte vidare | Gick inte vidare | Gick inte vidare | Gick inte vidare |
| 25        | Angelique Rodriguez      | Puerto Rico    | 239,19 | 25        | Gick inte vidare | Gick inte vidare | Gick inte vidare | Gick inte vidare | Gick inte vidare | Gick inte vidare | Gick inte vidare |
| 26        | Leong Mun Yee            | Malaysia       | 227,67 | 26        | Gick inte vidare | Gick inte vidare | Gick inte vidare | Gick inte vidare | Gick inte vidare | Gick inte vidare | Gick inte vidare |
| 27        | Gracie Junita Terry Pega | Malaysia       | 223,44 | 27        | Gick inte vidare | Gick inte vidare | Gick inte vidare | Gick inte vidare | Gick inte vidare | Gick inte vidare | Gick inte vidare |
| 28        | Tracey Richardson        | Storbritannien | 209,34 | 28        | Gick inte vidare | Gick inte vidare | Gick inte vidare | Gick inte vidare | Gick inte vidare | Gick inte vidare | Gick inte vidare |
| 29        | Iohana Cruz              | Kuba           | 203,76 | 29        | Gick inte vidare | Gick inte vidare | Gick inte vidare | Gick inte vidare | Gick inte vidare | Gick inte vidare | Gick inte vidare |
| 30        | Katura Horton-Perinchief | Bermuda        | 203,58 | 30        | Gick inte vidare | Gick inte vidare | Gick inte vidare | Gick inte vidare | Gick inte vidare | Gick inte vidare | Gick inte vidare |
| 31        | Heike Fischer            | Tyskland       | 199,71 | 31        | Gick inte vidare | Gick inte vidare | Gick inte vidare | Gick inte vidare | Gick inte vidare | Gick inte vidare | Gick inte vidare |
| 32        | Villő Kormos             | Ungern         | 193,68 | 32        | Gick inte vidare | Gick inte vidare | Gick inte vidare | Gick inte vidare | Gick inte vidare | Gick inte vidare | Gick inte vidare |
| 33        | Diamantina Georgatou     | Grekland       | 157,56 | 33        | Gick inte vidare | Gick inte vidare | Gick inte vidare | Gick inte vidare | Gick inte vidare | Gick inte vidare | Gick inte vidare |